# Farchad Machmudow
Farchad Bachadyrowicz Machmudow (ur. 9 maja 1972 w Taszkencie) – uzbecki i rosyjski aktor teatralny i filmowy. Absolwent Wszechrosyjskiego Państwowego Uniwersytetu Kinematografii im. S.A. Gierasimowa w Moskwie (1993). Zasłużony Artysta Federacji Rosyjskiej (2007).
W Polsce znany z roli Dżamszeda Bakajewa w serii pierwszej serialu telewizyjnego Fala zbrodni.